# Bessenyei István (üzletember)
Bessenyei István (Balassagyarmat, 1957. április 6. –) magyar üzletember, vállalkozó, innovátor, a Laurel cégcsoport tulajdonos-ügyvezetője. Szakterülete a kereskedelmi informatika, vállalatirányítási rendszerek, bolti megoldások, webfejlesztés.

## Tanulmányai
Az általános iskolát Romhányban, a középiskolát Vácott végezte. Ezt követően a Kecskeméti Főiskola GAMF-kara következett. 2010-ben MBA (Master of Business Administration) diplomát szerzett.

## Vállalkozói pályafutása
Első munkahelyei a Videoton (1980–1981) és a SZÜV (1983–1993) voltak, ahol alkalmazottként szakmai, majd vezetői tapasztalatot is sikerült szereznie. Abban az időben munkatársaival több díjazott fejlesztést is végeztek a kereskedelmi rendszerek területén. 1993 tavaszán több kollégájával Laurel néven vállalkozást alapított, amely napjainkra cégcsoporttá nőtte ki magát, több sikeres vállalkozás együttműködéseként prosperál.
A 90-es években fejlesztő munkatársaival együtt személyesen vett részt az első magyar webáruházak (Fotexnet, Libri) fejlesztésében és elindításában. 2010-ben átadták a T-City projekt keretében a “Jövő Áruháza„ megoldásait a Szolnokon található Szandaszőlősi Coop Szuper üzletben. Vállalata számos hazai és nemzetközi díjjal, elismeréssel rendelkezik. Cége nevéhez fűződik az első, Nemzeti Adó- és Vámhivatalhoz bekötött online pénztárgép engedélyének megszerzése illetve beüzemelése, emellett további sikerként könyvelhető el, hogy 2018-ban bemutatásra került az első magyar önkiszolgáló pénztárgép.
Nemzetközi pályafutása kapcsán számos országban (Dél-Afrika, Olaszország, Belgium, Egyesült Arab Emírségek) törekszik az együttműködésre az élelmiszer-nyomonkövetési megoldásuk (TE-FOOD) nemzetközi terjeszkedésének elősegítése érdekében, mely megoldást jelenthet az élelmiszer eredetű megbetegedések visszaszorítására és az állattenyésztés, szállítás és csomagolás nyomonkövetésére.

## Családja, hobbija
Két felnőtt és három kisgyermeke van. 2016-ban házasságot kötött Berzsenyi Erikával. Szabadidejében  családjával a Balatonon tartózkodik és egyik kedvenc szabadtéri sportjának, a vitorlázásnak hódol. Szereti a dél-európai tájakat, de csak turistaként.

## Megjelent interjúk
- Alapblog interjú
- Világgazdaság interjú – Kreátor a Laurel cégcsoport főnöke
- Interjú Bessenyei Istvánnal az első bekötött online PC-s kasszáról
- Interjú Bessenyei Istvánnal
- Bizalmi Kör interjú Bessenyei Istvánnal
- Üzletem.hu interjú: Sok tervem van, amelyek tartalmassá tudják tenni a következő 10 évet